# Juncus chlorocephalus
Juncus chlorocephalus är en tågväxtart som beskrevs av Georg George Engelmann. Juncus chlorocephalus ingår i släktet tåg, och familjen tågväxter. Inga underarter finns listade i Catalogue of Life.